# Јасенов (Хумење)
Јасенов (слч. Jasenov) насељено је мјесто са административним статусом сеоске општине (слч. obec) у округу Хумење, у Прешовском крају, Словачка Република.

## Становништво
| Година:    | 1994. | 2004.   | 2014.   | 2024.   |
| ---------- | ----- | ------- | ------- | ------- |
| Број људи: | 1079  | 1142    | 1185    | 1210    |
| Разлика:   |       | +5,83 % | +3,76 % | +2,10 % |

| Година:    | 2023. | 2024.   |
| ---------- | ----- | ------- |
| Број људи: | 1186  | 1210    |
| Разлика:   |       | +2,02 % |

Према подацима о броју становника из 2024. године насеље је имало 1210 становника.